# Acyphoderes itaiuba
Acyphoderes itaiuba är en skalbaggsart som beskrevs av Martins och Maria Helena M. Galileo 2004. Acyphoderes itaiuba ingår i släktet Acyphoderes och familjen långhorningar.
Artens utbredningsområde är Venezuela. Inga underarter finns listade i Catalogue of Life.